# Cycethra verrucosa
Cycethra verrucosa is een zeester uit de familie Ganeriidae.
De wetenschappelijke naam van de soort werd in 1857 gepubliceerd door Rodolfo Amando Philippi.